# Neugier: Umi to Kaze no Kodō
 (novembre 2015).
Si vous disposez d'ouvrages ou d'articles de référence ou si vous connaissez des sites web de qualité traitant du thème abordé ici, merci de compléter l'article en donnant les références utiles à sa vérifiabilité et en les liant à la section « Notes et références ».
Neugier: Umi to Kaze no Kodō (ノイギーア—海と風の鼓動—, "le poul de la mer et du vent") (The Journey Home en anglais) est un jeu vidéo de type action-RPG en 2D isométrique, développé par Wolf Team et édité par Telenet Japan. Il est sorti uniquement au Japon sur Super Famicom le 26 mars 1993. Neugier est un mot allemand signifiant « curiosité »,,.

## Synopsis
L'histoire se déroule dans le royaume de Neugier. Le héros, Duke, est un jeune noble fils du Comte Wein de Neugier qui l'a fait exiler du royaume. Lorsque Duke rentre au royaume après avoir entendu des rumeurs de troubles, son bateau est attaqué par des pirates. Il est sauvé par Secia, qui est elle-même recherchée par le Comte Wein.

## Système de jeu
Le jeu est composé de 6 actes se déroulant dans de grands donjons. Duke peut attaquer à l'aide d'une épée et d'un grappin ses ennemis. Il peut aussi sauter pour franchir des obstacles.
Le jeu a été critiqué pour sa courte durée de vie et la linéarité de ses niveaux.

## Développement et sortie
La réalisation est en partie l'œuvre de Yoshiharu Gotanda qui deviendra par la suite connu pour les séries Star Ocean et Tales of. La musique est de Yukihiro Takahashi, le chanteur du groupe Yellow Magic Orchestra. Le graphisme de la boîte est de Kia Asamiya (Michitaka Kikuchi).
Une sortie du jeu aux États-Unis sous le titre The Journey Home: Quest For The Throne était prévue pour novembre 1993 par la division américaine de Telenet Japan, Renovation, et a été subitement annulée lorsque Sega a racheté Renovation. Le jeu a eu le temps de faire l'objet de tests de pré-sortie notamment par Nintendo Power.